# Klidové území národního parku

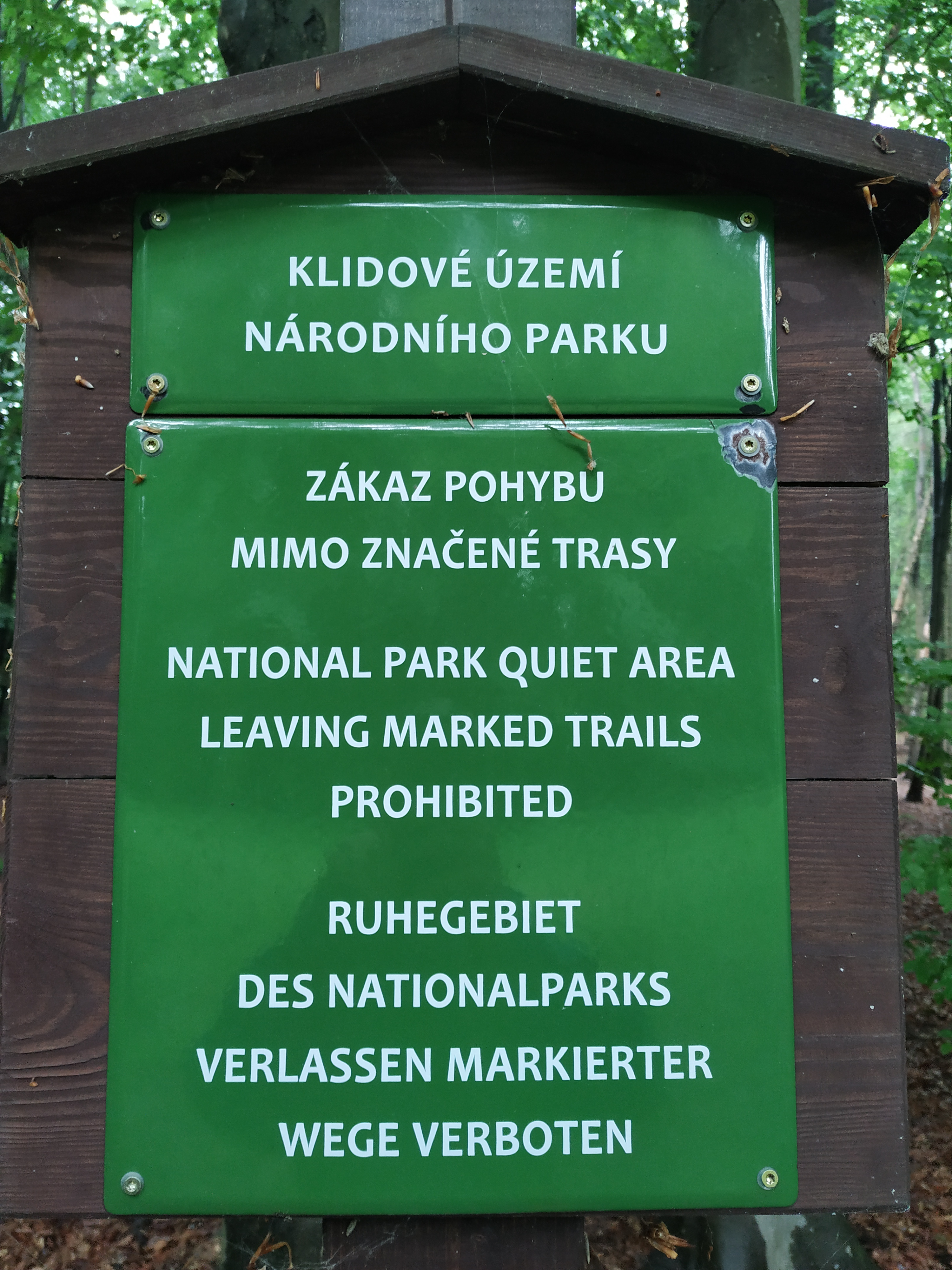
Označení hranice klidového území v terénu

Klidové území je v českých národních parcích oblast s omezeným pohybem osob z důvodu umožnění nerušeného vývoje ekosystémů nebo jejich složek, které jsou citlivé na nadměrný pohyb osob a zranitelné vlivem rušivých vlivů s ním spojených. Klidová území od roku 2018 nahrazují dřívější I. zóny národních parků.
V klidovém území, stejně jako v národních přírodních rezervacích, je omezen volný pohyb osob a platí zákaz vstupu mimo cesty vyznačené se souhlasem orgánu ochrany přírody (turisticky značené cesty). Výjimku mají pouze vlastníci a nájemci pozemků, členové integrovaného záchranného systému, ozbrojených složek či pracovníci dalších státních organizací, pokud je jejich vstup nutný za účelem plnění úkolů.
Klidová území vyhlašuje Ministerstvo životního prostředí opatřením obecné povahy. Orgán ochrany přírody, kterým je správa příslušného národního parku, předepsaným způsobem vyznačuje hranice klidového území v terénu a vydává souhlas se zřízením turisticky značených cest, přičemž může blíže stanovit rozsah, způsob a čas pohybu po těchto cestách.
V roce 2025 se v Krkonošském národním parku nachází 8 klidových území (8134,8 ha, 22,4 % rozlohy parku), v Českém Švýcarsku 2 klidová území (1257,9 ha, 15,8 % rozlohy parku) a v Podyjí 1 klidové území (3078,3 ha, 48,9 % rozlohy parku). Tato klidová území byla vyhlášena v průběhu roku 2020. Na Šumavě, kde dosud nebylo vyhlášeno nové rozdělení do zón, zabírají klidová území 9002 ha (13,2 % rozlohy parku), zatím v rozsahu bývalé první zóny. V návrhu je vyhlášení 7 klidových území o rozloze 12076 ha.